# José Muñoz
José Antonio Muñoz (Buenos Aires, 10 luglio 1942) è un disegnatore argentino.

## Carriera

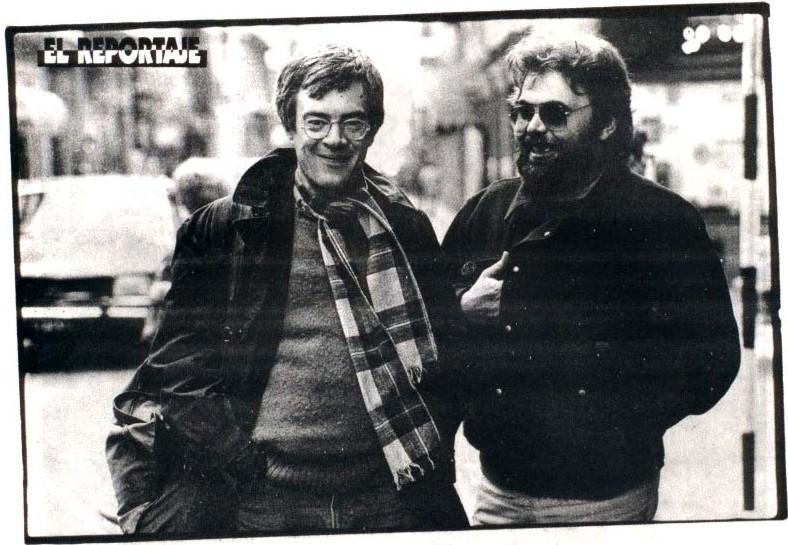
José Muñoz (a sinistra) con Carlos Sampayo

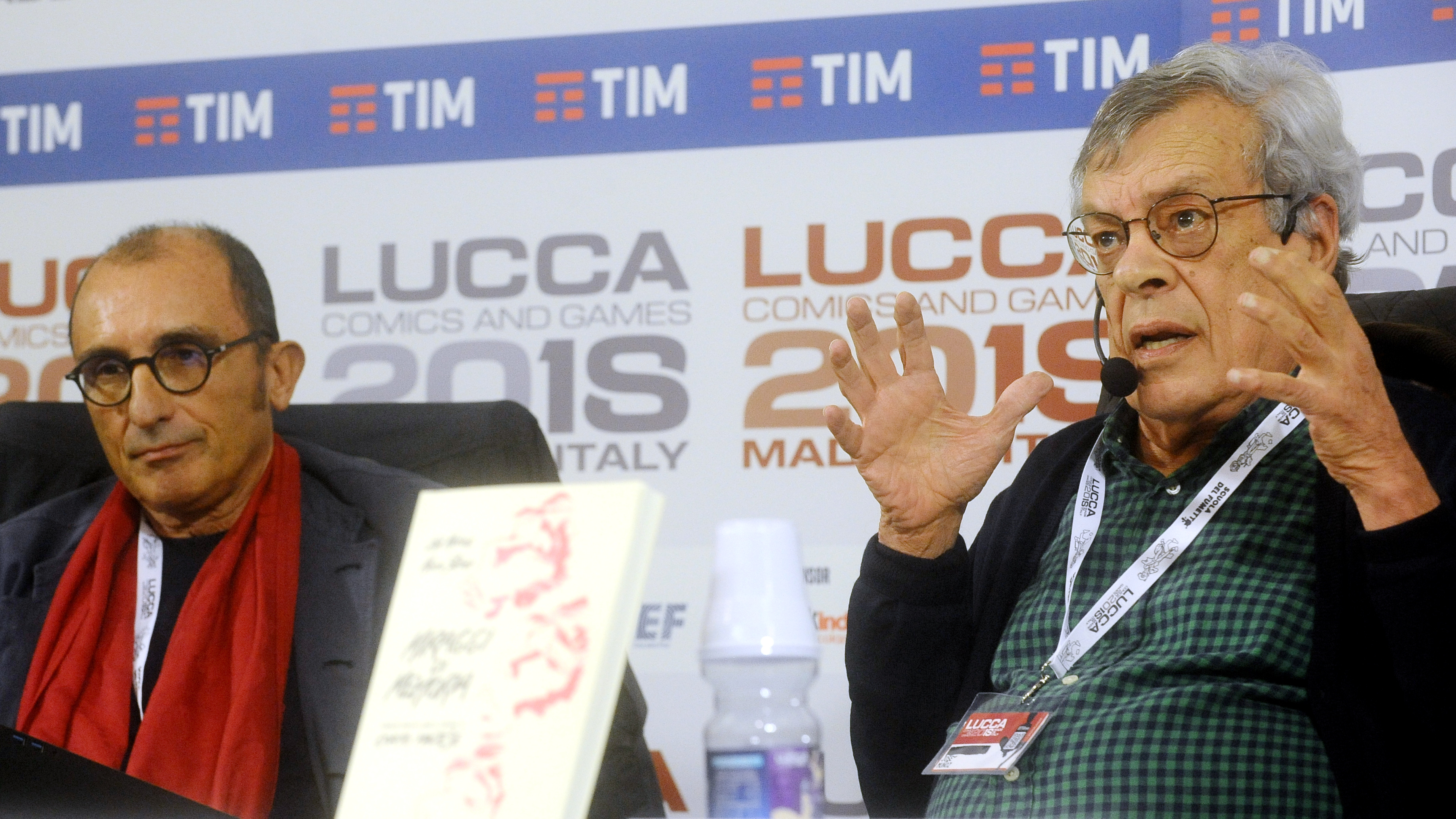
José Muñoz a Lucca Comics & Games 2018 alla presentazione di Miraggi di memoria

Visse i primi anni a Pilar, piccola località di 4 000 abitanti a 50 chilometri da Buenos Aires, dove i suoi genitori gestivano negozi di scarpe e poi dei bar. Fra gli 11 e i 14 anni frequentò l'atelier di Humberto Cerantonio, scultore argentino di origine abruzzese, dove imparò disegno, scultura e pittura. Si iscrisse alla Escuela Panamericana de arte, dove insegnavano Breccia, Pratt, Domìnguez. L'autore, che prediligeva il bianco e nero, rielaborò gli insegnamenti di Breccia e Pratt, ai quali si riallacciava idealmente, soprattutto con un'inchiostrazione molto marcata. Iniziò a lavorare a 14 anni come lucidatore di mobili. Fu poi assunto come fattorino presso un sarto e trovò infine lavoro come assistente di Francisco Solano López. Verso i 18 anni iniziò a pubblicare lavori suoi su testi di Oesterheld. Il primo successo fu, nel 1963, con la serie poliziesca Precinto 56 su testi di Ray Collins.
All'inizio degli anni settanta si trasferì in Spagna, e conobbe il connazionale Carlos Sampayo: nacque subito un sodalizio che dura tutt'oggi, con Sampayo a sceneggiare la maggior parte delle sue storie. La coppia argentina raggiunse la fama con Alack Sinner, detective privato modellato sui romanzi hard boiled di Philip Marlowe e Sam Spade: l'attenzione degli autori è rivolta non tanto sulla vicenda in sé, quanto sui protagonisti e sulle atmosfere. Le loro storie sono comparse a puntate su riviste come Alter e Frigidaire, prima delle numerose pubblicazioni in volume. A Sinner affianca anche la produzione di altre interessanti serie, come Nel bar o Sudor Sudaca, che ottengono ampia pubblicazione mondiale; in Italia sono comparse sul mensile Linus (Rizzoli - Milano libri). Nel 2007 vinse il Grand Prix de la ville d'Angoulême. Adesso la sua vita si svolge fra Milano e Parigi.

## Opere
Edizione italiana di alcune delle sue opere principali:
- Billie Holiday, testi di Carlos Sampayo (1993 - Milano libri)
- Alack Sinner: Nicaragua, testi di Carlos Sampayo (1998 - Hazard Edizioni)
- Pannamaria, testi di Jerome Charyn (1999 - Hazard edizioni)
- Il morso del serpente, testi di Jerome Charyn (1999 - Hazard edizioni)
- Alack Sinner: Trovare e ritrovare, testi di Carlos Sampayo (Hazard edizioni)
- Nel bar, vol. 1, testi di Carlos Sampayo (2001 - Coconino Press)
- Nel bar, vol. 2, testi di Carlos Sampayo (2003 - Coconino Press)
- La pampa y Buenos Aires, traduzione di Di Carlantonio F.; De Luca P. (2006- Nuages edizioni)
- Alack Sinner: Città oscura, testi di Carlos Sampayo (2008- Nuages edizioni)
- Alack Sinner: Viet bues, testi di Carlos Sampayo (2008- Nuages edizioni)
- Alack Sinner: Trovare e ritrovare, testi di Carlos Sampayo (2009- Nuages edizioni)
- Alack Sinner: Conversare con Joe, testi di Carlos Sampayo (2007- Nuages edizioni)
- Carlos Gardel, testi di Carlos Sampayo (2010- Nuages edizioni)
- Come la vita..., catalogo della mostra tenutasi al museo archeologico di Bologna nel 2011 (2011- Nuages edizioni)

## Riconoscimenti
- Premio alla migliore opera realistica straniera al Festival d'Angoulême del 1978 con il primo volume di Alack Sinner.
- Premio Yellow Kid al Salone Internazionale dei Comics (1982)